# Bronin
Bronin je priimek več oseb:
- Jakov Grigorjevič Bronin, sovjetski general
- Ivan O'Konnel-Bronin, estonski nogometaš